# نيكو سيرانو
نيكو سيرانو (بالإسبانية: Nico Serrano) هو لاعب كرة قدم إسباني في مركز الهجوم، ولد في 5 مارس 2003 في بنبلونة في إسبانيا. لعب مع أتلتيك بيلباو ب وأتلتيك بيلباو.